# Aplazja
Aplazja – niewykształcenie się narządu, mimo że wykształcony jest zawiązek tego narządu. Termin może oznaczać również zanik funkcji wywołany chorobą – np. aplazja szpiku kostnego.